# Biografía de Carolina Resch
Carolina Resch (Buenos Aires, 1 de abril de 1993) es una periodista, locutora y conductora de televisión argentina. Ha desarrollado su carrera profesional en medios radiales, televisivos y digitales tanto en Argentina como en Estados Unidos. Su trayectoria, marcada por la versatilidad y la constante formación, la posiciona como una comunicadora integral con experiencia en conducción, producción, locución institucional y periodismo cultural.

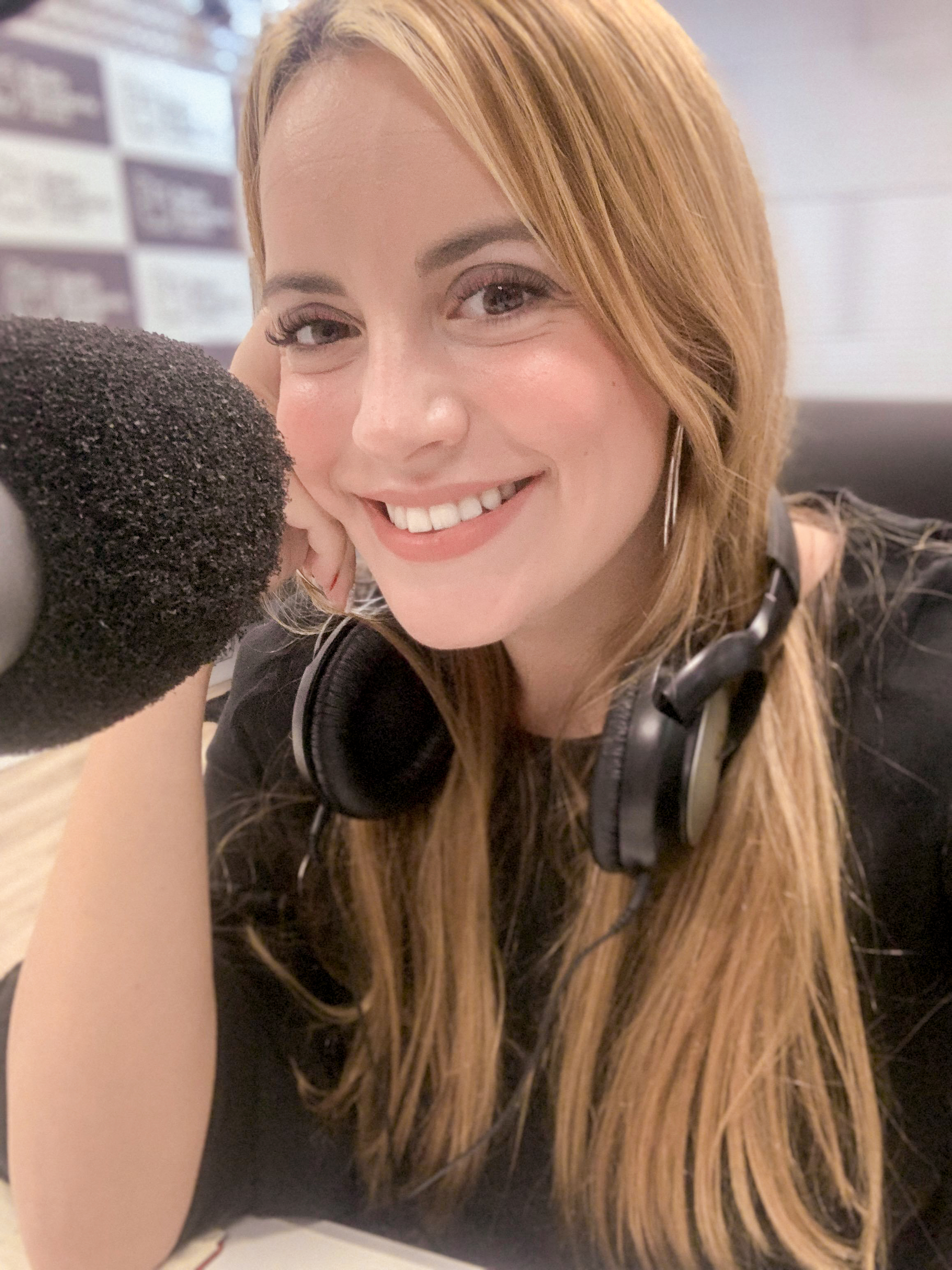
Carolina Resch periodista y conductora actualmente viviendo en Miami.

## Trayectoria
Resch inició su carrera en medios radiales, desempeñándose como productora y conductora en diversas emisoras de la ciudad de Buenos Aires. Entre los primeros espacios en los que participó se encuentran Radio Del Plata AM 1030, Radio Uno FM 103.1 y Radio Concepto FM 95.5, donde comenzó a desarrollar su estilo como entrevistadora y su habilidad para el manejo de contenidos en vivo.
En paralelo, fue incursionando en la televisión. Participó de programas en canales como Magazine y Canal 26, desempeñándose tanto frente a cámara como detrás de escena. Su experiencia en ambos roles le permitió comprender el funcionamiento integral de los medios y consolidar una mirada amplia sobre la producción audiovisual.
En 2021, se incorporó como conductora al canal informativo IP Noticias, donde estuvo al frente del programa IP30, un ciclo de noticias de media hora que buscaba ofrecer información clara, precisa y accesible. Un año más tarde, pasó a formar parte de Canal 9, uno de los canales de televisión abierta más importantes del país, donde condujo el programa Argentina 100%. Este ciclo federal tenía como objetivo retratar historias de vida, tradiciones, y paisajes del interior argentino, generando un puente entre distintas regiones del país a través del relato audiovisual.

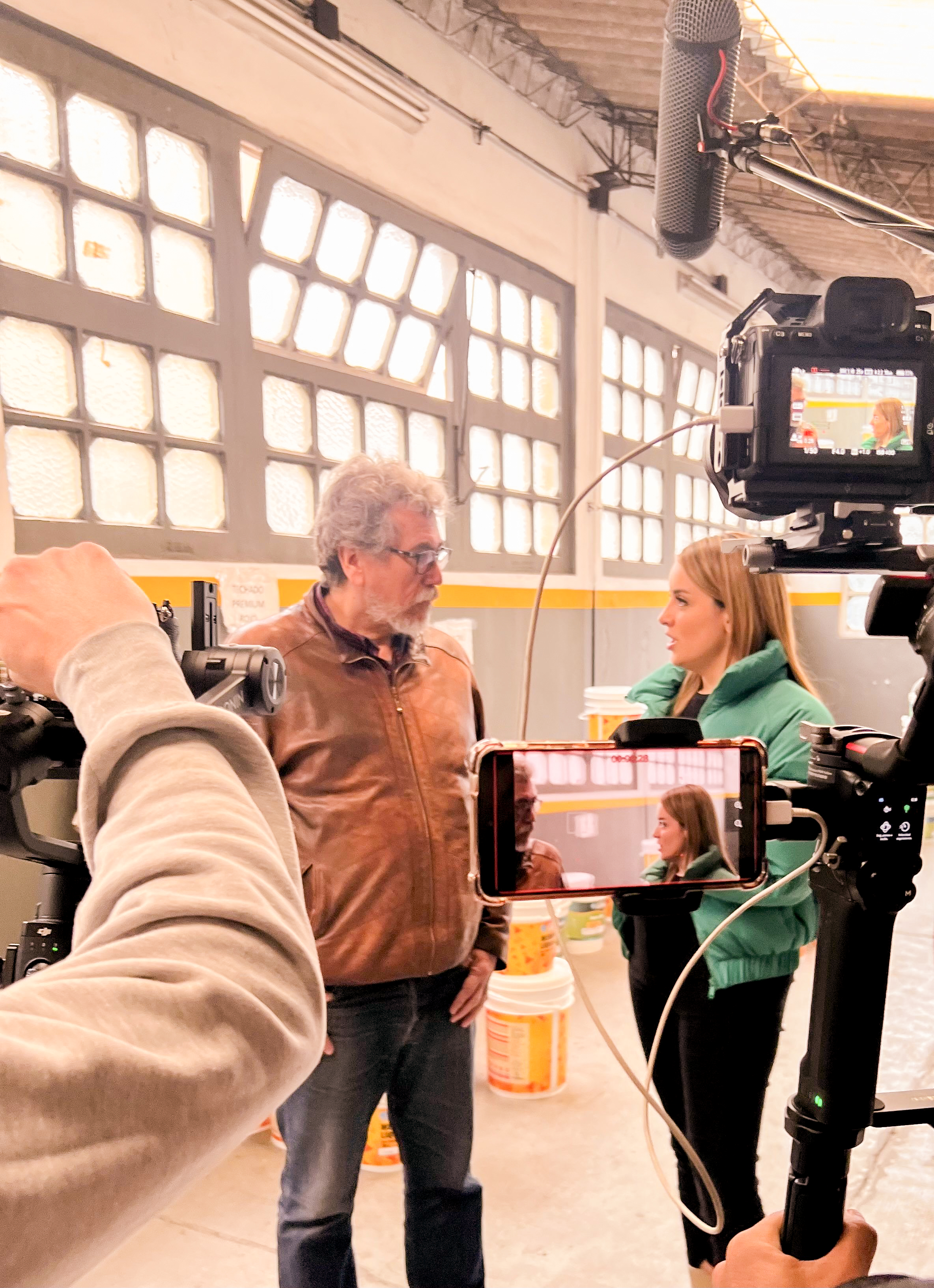
Rodaje Argentina 100%

Además de su labor en medios privados, Resch trabajó como locutora institucional para el Ministerio de Trabajo de la Nación Argentina, grabando piezas oficiales destinadas a campañas informativas en radio, televisión y redes sociales. Su rol implicó ser la voz de mensajes institucionales, consolidando su perfil como comunicadora pública.
En 2024, decidió ampliar su horizonte profesional y se trasladó a Miami, Estados Unidos, donde continuó su carrera en medios hispanohablantes. Allí condujo el noticiero central de Cantalo TV, enfocado en política y economía internacional, compartiendo pantalla con la periodista Sabrina Hernández. Más tarde, se incorporó al programa radial El Escándalo del Día en La Nueva Poderosa AM 990, donde trabaja como periodista de actualidad en el horario matutino.
Simultáneamente, escribe como columnista cultural y de actualidad en el diario digital El Informante Show, dirigido periodísticamente por el periodista argentino Luis Ventura. En este espacio aborda temas vinculados a la identidad, el arte, y la transformación social desde una perspectiva periodística. 

## Formación académica
Carolina Resch posee formación técnica y profesional en comunicación. Se graduó como:
Locutora Integral de Radio y Televisión en el Instituto Superior de Enseñanza Radiofónica (ISER) entre 2018 y 2020.
Técnica Superior en Comunicación Social en el Instituto Superior de Tiempo Libre y Recreación (ISTLyR) entre 2015 y 2017.

## Actividades complementarias
Además de su trabajo en medios de comunicación, Resch se ha desempeñado como asesora comercial y ejecutiva de cuentas, colaborando en campañas de comunicación institucional, desarrollo de marca y posicionamiento estratégico tanto en Argentina como en Estados Unidos.
También trabaja como locutora comercial, prestando su voz para anuncios publicitarios en radio, televisión y plataformas digitales, consolidando su presencia en el ámbito de la locución profesional.

## Trabajos destacados
| Año           | Trabajo                                                                       |
| ------------- | ----------------------------------------------------------------------------- |
| 2015-2017     | Técnica Superior en Comunicación Social (ISTLyR)                              |
| 2018-2020     | Locutora Integral de Radio y Televisión (ISER)                                |
| 2015-2022     | Radio Del Plata, Radio Uno, Radio Concepto - Conductora y productora          |
| 2021          | Conducción de IP30 (Canal IP)                                                 |
| 2022          | Conducción de Argentina 100% (Canal 9)                                        |
| 2022          | Locutora institucional para el Ministerio de Trabajo de la Nación             |
| 2024          | Conducción del noticiero central en Cantalo TV (Miami)                        |
| 2024-Presente | Presente Periodista en El Escándalo del Día (La Nueva Poderosa AM 990, Miami) |
| 2024-Presente | Columnista en El Informante Show                                              |